# Vernobohdanivka, Stanîcino-Luhanske
Vernobohdanivka (în ucraineană Верньобогданівка) este o comună în raionul Stanîcino-Luhanske, regiunea Luhansk, Ucraina, formată numai din satul de reședință.

## Demografie
Componența lingvistică a comunei Vernobohdanivka
     Rusă (53,56%)
     Ucraineană (46,18%)
     Alte limbi (0,13%)
Conform recensământului din 2001, majoritatea populației comunei Vernobohdanivka era vorbitoare de rusă (53,56%), existând în minoritate și vorbitori de ucraineană (46,18%).